# 濱田篤則
濱田 篤則（はまだ あつのり、1960年 - ）は元アメリカンフットボール選手、現審判・解説者。

## プロフィール
関西学院高等部時代はクォーターバック（QB）、関西学院大学ファイターズではランニングバック（RB）で活躍する。息子の濱田大地も、関西学院高等部のアメフト部に所属している。（ポジションはLB）
関西学院大学在学中、甲子園ボウルには、京都大学ギャングスターズにリーグ初制覇を許した1982年のシーズン以外の3回出場。1983年に関西学院大学を卒業し、関学OBを中心に結成されたNACL（関西社会人リーグ（Xリーグ・ウェストディビジョンの前身）所属）
現役引退後は関西アメリカンフットボール協会審判部に所属。現在は日本アメリカンフットボール審判協会副理事長も務める。試合中、複雑骨折の重傷を負ったこともある（2004年10月、京都大学ギャングスターズ対関西大学カイザース戦）。
また、2015年まではGAORA・毎日放送などでアメリカンフットボール中継の解説を務めた。タージン（GAORAのNFL中継実況を担当）とのコンビは通称「ターハマ」とも呼ばれ親しまれた。2007年5月より2008年8月までタージンとのコンビでポッドキャスティング「アメフト！タージン」に出演。また、2008年からは解説者だけではなく、実況も兼任した。2015シーズンをもってGAORAでのNFL中継は終了した。
本職は中学教師。Xリーグ・オービックシーガルズのLB・藤田義生がアメフトを始めるきっかけは担任だった濱田に影響されたという。
宝塚市立南ひばりガ丘中学校で、教員として在籍した。